# 裸茎石韦
裸茎石韦（学名：Pyrrosia nudicaulis）为水龙骨科石韦属下的一个种。

## 扩展阅读
- 維基物種上的相關：裸茎石韦